# DEssensi
dEssensi was een restaurant met een Michelinster in 's-Gravenwezel in de Voorkempen, ten noorden van Antwerpen. Het restaurant werd uitgebaat door eigenaar Philip Jeukens en Chef Karl Ave. Het was gevestigd in een oude directeurswoning uit 1930, in de dorpskern van ‘s Gravenwezel.
Het restaurant opende op 1 mei 2014 zijn deuren. In december 2015 ontving het restaurant een Michelinster.
Begin 2021 besliste zaakvoerder Philip Jeukens om de zaak te sluiten. Hierop verliet chef-kok Karl Ave evenals de rest van het team het restaurant. Karl Ave trok naar Il Divino di Milano in Wuustwezel.
Ondertussen opende Karl Ave in 2022 zijn eigen restaurant ‘Maurice’ in Brasschaat, Philip Jeukens werkt als aankoper Ultravers voor Solucious, het online foodservice bedrijf van Colruyt Group.